# Amānganj
Amānganj är en ort i Indien.   Den ligger i distriktet Panna och delstaten Madhya Pradesh, i den centrala delen av landet, 500 km sydost om huvudstaden New Delhi. Amānganj ligger 314 meter över havet och antalet invånare är 13 167.
Terrängen runt Amānganj är mycket platt. Runt Amānganj är det ganska tätbefolkat, med 160 invånare per kvadratkilometer. Det finns inga andra samhällen i närheten. Trakten runt Amānganj består till största delen av jordbruksmark.